# Ljubo Ilić
Ljubo Ilić, hrvaški general in diplomat * 16. april 1905, Split; † 17. marec 1994, Beograd.

## Življenjepis
Leta 1931 je postal član KPJ in istega leta je diplomiral na pariški Tehniški fakulteti (študiral arhitekturo). 
Med letoma 1936 in 1939 je sodeloval v španski državljanski vojni; med drugim je bil poveljnik Vojaške partizanske akademije in 76. partizanske divizije. Po koncu vojne je pobegnil v Francijo, kjer je bil interniran.
Leta 1943 je pobegnil iz francoskega taborišča in se prebil na jug Francije, kjer je postal prvi poveljnik Južne cone, nato pa poveljnik vseh tujih enot francoskega odpora. 
Decembra 1944 je postal jugoslovanski vojaški ataše v Franciji, nato pa predstavnik JA (SFRJ) pri SHAPE. Po vojni je bil veleposlanik v Mehiki, na Danskem in v Švici.

## Odlikovanja
Republikanska Španija
- Red za hrabrost
- Red trpljenja za domovino

Francija
- Legija časti
- Red vojnega krsta

SFRJ
- Red narodnega heroja
- Red partizanske zvezde
- Red zaslug za ljudstvo